# Брезвін Анатолій Іванович
Брезвін Анатолій Іванович; член Народної партії; президент Федерації хокею України (з 12.2007); голова наглядової ради громадської організації «Наш вибір»; депутат Київської міськради від Блоку Литвина (з 05.2008); член Політради НП.
Народився 8 січня 1956 (смт Голоби, Ковельський район, Волинська область) в сім'ї службовців; син Володимир (1982); дочка Ірина (1988); син Анатолій (1998).

## Освіта
Київський інститут народного господарства, обліково-економічний факультет (1981), економіст-фінансист, «Бухоблік у промисловості»; Українська академія зовнішньої торгівлі (2001), «Міжнародне право».
Кандидат економічних наук. Дисертація «Економічні методи регулювання промислової переробки сільськогосподарської продукції» (Інститут аграрної економіки УААН, 2001).

## Життєвий шлях[1]
- 09.1973-09.1974 — робітник Голобського плодоконсервного заводу заготуправління Волинської облспоживспілки.
- 09.-11.1974 — робітник Голобського бурякопункту Володимиро-Волинського цукрозаводу Львівського міжоблбурякоцукротресту Мінхарчпрому УРСР.
- 11.1974-11.1976 — служба в армії.
- 02.-07.1977 — слухач підготовчого відділу, 09.1977-06.1981 — студент Київського інституту народного господарства.
- 07.1981-12.1984 — старший економіст фінвідділу виконкому Київської міськради народних депутатів.
- 12.1984-02.1987 — заступник завідувача — начальник інспекції держдоходів фінвідділу виконкому Подільської райради народних депутатів міста Києва.
- 02.1987-06.1990 — завідувач фінвідділу виконкому Мінської райради народних депутатів міста Києва.
- 06.1990-12.1996 — начальник Державної податкової інспекції в Мінському районі міста Києва.
- 12.1996-12.1998 — голова Державної податкової адміністрації в місті Києві.
- 12.1998-03.2005 — заступник Голови — голова Державної податкової адміністрації в місті Києві, заступник Голови Державної податкової адміністрації України.
- 04.2005-09.2005 — президент асоціації «Юристи та страховики».
- 10.08.2006-24.12.2007 — Голова Державної податкової адміністрації України.

Депутат Київської міськради (04.2002-05.2008).
Державний радник податкової служби 1-го рангу.
Орден «За заслуги» III (10.1997), II (08.1999), I ступенів (10.2004). Медаль «За трудову відзнаку». Заслужений економіст України (10.2002). Орден «За розбудову України» імені Михайла Грушевського IV ступеня (квітень 2001).

## Джерело
- Київська міська рада
- Електронна версія історично-презентаційного видання з нагоди святкування 110-річчя Київського національного економічного університету імені Вадима Гетьмана. Видавничий центр «Логос Україна» [Архівовано 12 квітня 2017 у Wayback Machine.]